# برناردو كوريا
برناردو كوريا (بالإسبانية: Bernardo Correa)‏ (19 يونيو 1995 بتشيلي - ) هو مدرب كرة قدم ولاعب كرة قدم تشيلي في مركز الهجوم. لعب مع نادي أونيفرسيداد كاتوليكا وDeportes Valdivia ‏.

## وصلات خارجية
- برناردو كوريا على موقع Soccerway.com (الإنجليزية)